# Elecciones parlamentarias de Chile de 1912
En las elecciones parlamentarias de 1912 se eligieron 118 diputados y 25 de los 37 senadores. La Alianza Liberal se impuso a la Coalición en la cámara baja, mientras esta última mantuvo el control de la alta. Estas elecciones se realizaron bajo el gobierno de Ramón Barros Luco y fueron las primeras después del centenario de Chile en 1910. El Partido Conservador fue el más votado, seguido por el Liberal Democrático, ambos de la Coalición.

## Elección de la Cámara de Diputados

### Resultados
| Pacto o partido             | Pacto o partido | Votos     | %?     | Dip.? |
| --------------------------- | --------------- | --------- | ------ | ----- |
|                             | Alianza Liberal | 556 282   | 47,7 % | 60    |
| Partido Liberal             | 213 383         | 18,3 %    | 22     |       |
| Partido Radical             | 190 080         | 16,3 %    | 24     |       |
| Partido Nacional            | 152 819         | 13,1 %    | 14     |       |
|                             | Coalición       | 532 381   | 45,6 % | 55    |
| Partido Conservador         | 247 007         | 21,2 %    | 25     |       |
| Partido Liberal Democrático | 215 602         | 18,5 %    | 25     |       |
| Partido Demócrata           | 69 772          | 6,0 %     | 5      |       |
|                             | Independientes  | 76 548    | 6,6 %  | 3     |
|                             | Otros           | 1008      | 0,1 %  | 0     |
| Total                       | Total           | 1 166 219 | 100 %  | 118   |
| Fuente: Heise (1982).       |                 |           |        |       |

## Elección del Senado

### Resultados
| Pacto o partido             | Pacto o partido | Votos   | %?     | Sen.? |
| --------------------------- | --------------- | ------- | ------ | ----- |
|                             | Alianza Liberal | 229 415 | 53,5 % | 14    |
| Partido Liberal             | 105 070         | 24,5 %  | 8      |       |
| Partido Radical             | 84 256          | 19,6 %  | 5      |       |
| Partido Nacional            | 40 089          | 9,3 %   | 1      |       |
|                             | Coalición       | 165 347 | 38,5 % | 10    |
| Partido Conservador         | 77 589          | 18,1 %  | 4      |       |
| Partido Liberal Democrático | 63 353          | 14,8 %  | 5      |       |
| Partido Demócrata           | 24 405          | 5,7 %   | 1      |       |
|                             | Independientes  | 32 569  | 7,6 %  | 1     |
|                             | Otros           | 1784    | 0,4 %  | 0     |
| Total                       | Total           | 429 115 | 100 %  | 25    |
| Fuente: Heise (1982).       |                 |         |        |       |